# Treron griseicauda
Treron griseicauda é uma espécie de ave da família Columbidae.

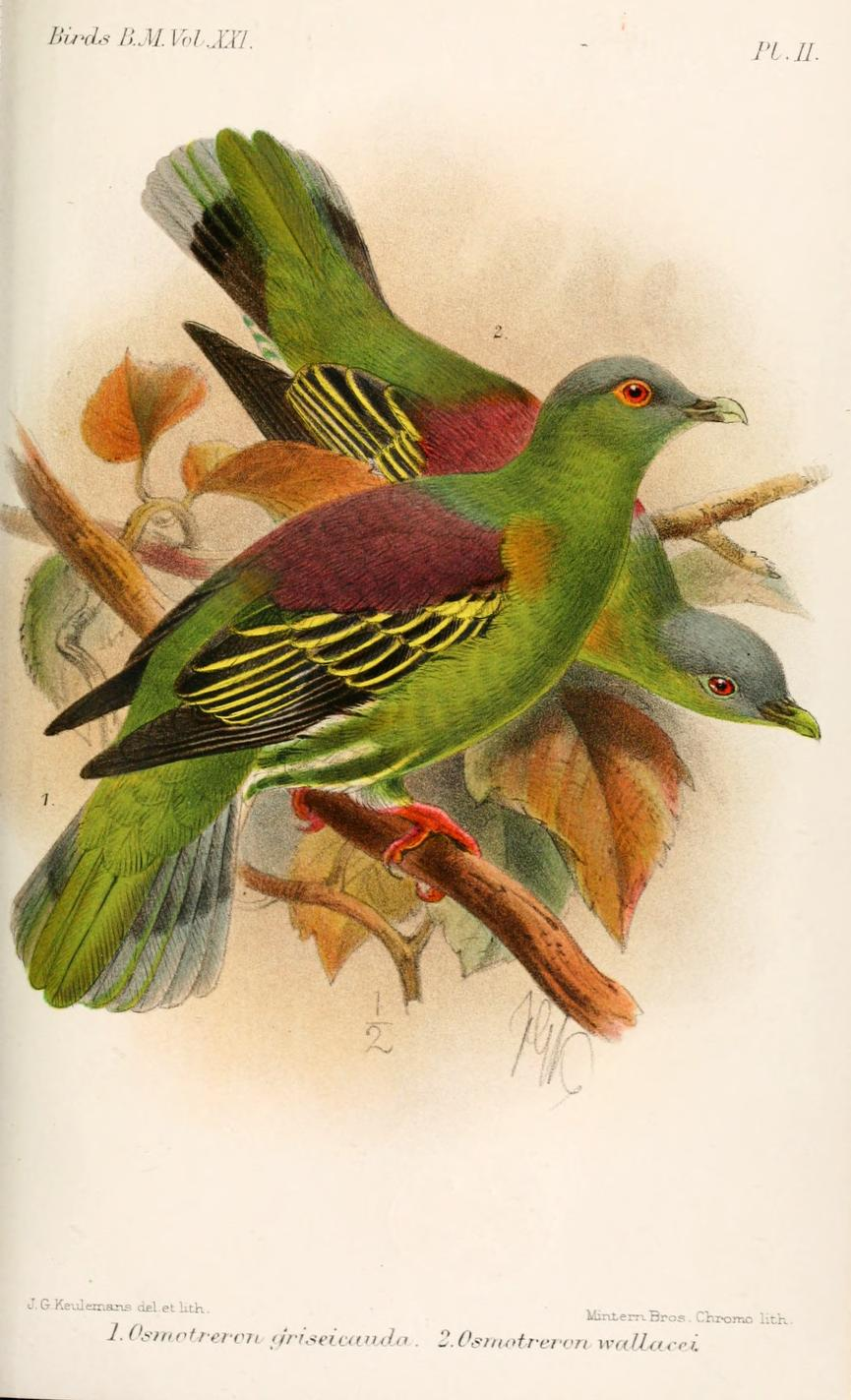
Ilustração de Keulemans, 1893.

É endémica da Indonésia.